# Ilse Braun
Ilse Ruth Braun (Múnich, Alemania; 18 de junio de 1909-ibídem,28 de junio de 1979) fue la hermana mayor de Eva, esposa del dictador alemán Adolf Hitler, y Margarete (Gretl) Braun.

## Biografía
Ilse Ruth Braun nació en Múnich como la primogénita de un matrimonio de clase media conformado por el maestro  Friedrich Braun y la modista Franziska Kronberger, quienes se asentaron en la Alta Baviera.
A diferencia de sus hermanas, Ilse no perteneció al círculo íntimo de Hitler, y tuvo muy escasa participación en algunos eventos sociales protagonizados en Berghof. 
Ilse Braun se desempeñó como asistente de un médico judío llamado Martin Levy Marx con quien tuvo una relación más bien personal que profesional. En 1935, este médico fue quien asistió a Eva Braun cuando intentó suicidarse con el medicamento Phanodorm, un somnífero. En 1936, se casó con un abogado llamado Hofstätter y se divorció en 1940. En 1941 volvió a casarse con otro abogado apellidado Fucke-Michels, con quien se traslada a Breslau.
Ilse solo pudo conocer en persona a Hitler en una fiesta de año nuevo entre 1938 y 1939 celebrado en Berghof. Ilse Braun se convirtió en cuñada de Hitler el 30 de abril de 1945, cuando su hermana Eva se suicidó con Hitler en el führerbunker; además, fue la madrina de la hija de Gretl Braun, Eva Barbara Fegelein, quien falleció en 1971.
Ilse Braun falleció de cáncer en Múnich el 28 de junio de 1979, poco después de cumplir 70 años sin dejar descendencia.